# Ringer-Bundesliga 2002/03
Die Ringer-Bundesliga 2002/03 war die 39. Saison der höchsten deutschen Kampfklasse im Ringen. Meister wurde der VfK Schifferstadt.

## Vorrunde
| Legende | Legende                          |
| ------- | -------------------------------- |
|         | Teilnahme an der Endrunde        |
|         | Rückzug zum Saisonende           |
|         | Absteiger in die 2. Bundesliga   |
| (M)     | Meister der Vorsaison            |
| (N)     | Aufsteiger aus der 2. Bundesliga |

Die Wettkämpfe der Vorrunde fanden zwischen dem 24. August und dem 21. Dezember 2002 statt.

### Staffel Nord
Der 1. Luckenwalder SC und der AV Germania Markneukirchen dominierten die Vorrunde in der Bundesliga Nord. Luckenwalde behielt die Nase vorn und wurde auch dank zweier Siege gegen Markneukirchen (16:11,5 und 12,5:8,5) Staffelsieger vor dem AV Germania. Auf den Plätzen 3 und 4 folgten TuS Jena und KSK Konkordia Neuss, die sich damit ebenfalls für die Endrunde qualifizierten.
| Pl. | Verein                      | K. | Kampfpkte.  | Diff.  | Pkte. |
| --- | --------------------------- | -- | ----------- | ------ | ----- |
| 1.  | 1. Luckenwalder SC          | 16 | 289,5:1330  | +156,5 | 30:20 |
| 2.  | AV Germania Markneukirchen  | 16 | 328:116     | +212,0 | 28:40 |
| 3.  | TuS Jena                    | 16 | 217,5:210,5 | 0+7,0  | 19:13 |
| 4.  | KSK Konkordia Neuss         | 16 | 232,5:2100  | 0+22,5 | 18:14 |
| 5.  | WKG Halle-Merseburg-Leuna * | 16 | 211,5:1930  | 0+18,5 | 18:14 |
| 6.  | KG Greiz/Mohlsdorf **       | 16 | 209,5:2400  | 0−30,5 | 13:19 |
| 7.  | KSV Witten 07               | 16 | 203,5:2430  | 0−39,5 | 08:24 |
| 8.  | FC Erzgebirge Aue (N)       | 16 | 183,5:2640  | 0−80,5 | 08:24 |
| 9.  | KFC Leipzig                 | 16 | 104,5:370,5 | −266,0 | 02:30 |

### Staffel Süd
In der Südstaffel wurde der VfK Schifferstadt ohne Punktverlust Staffelsieger vor dem KSV Köllerbach, dem Vorjahresmeister KSV Germania Aalen und dem SV Germania Weingarten.
| Pl. | Verein                    | K. | Kampfpkte.  | Diff.  | Pkte. |
| --- | ------------------------- | -- | ----------- | ------ | ----- |
| 01. | VfK Schifferstadt         | 16 | 310,5:119,5 | +191,0 | 32:00 |
| 02. | KSV Köllerbach            | 16 | 0276:133,5  | +142,5 | 23:90 |
| 03. | KSV Germania Aalen (M)    | 16 | 270,5:1380  | +132,5 | 23:90 |
| 04. | SV Germania Weingarten    | 16 | 196,5:2120  | 0−15,5 | 21:11 |
| 05. | SV Siegfried Hallbergmoos | 16 | 175:236     | 0−61,0 | 13:19 |
| 06. | RWG Mömbris-Königshofen   | 16 | 151:243     | 0−92,0 | 12:20 |
| 07. | KSV Haslach               | 16 | 164:242     | 0−78,0 | 10:22 |
| 08. | TuS Adelhausen (N)        | 16 | 0144:258,5  | −114,5 | 06:26 |
| 09. | RKG Freiburg 2000         | 16 | 164,5:269,5 | −105,0 | 04:28 |
| 10. | ASV Bauknecht Schorndorf  | 0  | 0:0         | 0±0,0  | 0:0   |

Der ASV Schorndorf musste seine Mannschaft noch während der laufenden Vorrunde im November 2002 aus der 1. Bundesliga zurückziehen. Der Verein war in finanzielle Schwierigkeiten geraten, da dessen Hauptsponsor Insolvenz angemeldet hatte.
Ebenfalls aus finanziellen Gründen meldete der KSV Haslach seine Mannschaft nach der Saison aus der ersten Liga ab und startete in der Folgesaison in der südbadischen Bezirksliga.

## Play-offs
Die ersten vier Ringerteams jeder Staffel qualifizierten sich für das Viertelfinale.

### Viertelfinale
Die Hinkämpfe des Viertelfinales wurden am 28. Dezember 2002 und die Rückkämpfe am 4. Januar 2003 ausgetragen.
|                        |                            | 1. Kampf  | 2. Kampf | Gesamt    |
| ---------------------- | -------------------------- | --------- | -------- | --------- |
| KSV Germania Aalen     | AV Germania Markneukirchen | 19,5:4,50 | 19,5:8   | 39:12,5   |
| SV Germania Weingarten | 1. Luckenwalder SC         | 10,5:13,5 | 10:19,5  | 20,5:33   |
| KSK Neuss              | VfK Schifferstadt          | 04:27     | 7,5:21,5 | 11,5:48,5 |
| TuS Jena               | KSV Köllerbach             | 06:21     | 6,5:22   | 12,5:43   |

### Halbfinale
Die Halbfinalkämpfe fanden am 11. Januar und am 17./18. Januar 2003 statt.
|                    |                    | 1. Kampf  | 2. Kampf | Gesamt  |
| ------------------ | ------------------ | --------- | -------- | ------- |
| KSV Köllerbach     | VfK Schifferstadt  | 11,5:14,5 | 8:15,5   | 19,5:30 |
| KSV Germania Aalen | 1. Luckenwalder SC | 23:2      | 17:5     | 40:7    |

### Finale
In den beiden Finalkämpfen am 25. Januar und am 1. Februar 2003 konnte sich der VfK Schifferstadt gegen den Meister der letzten sechs Kampfzeiten, den KSV Germania Aalen, durchsetzen und wurde mit einem Gesamtergebnis von 25:17 Meister der Saison 2002/03.
|                    |                   | 1. Kampf | 2. Kampf | Gesamt |
| ------------------ | ----------------- | -------- | -------- | ------ |
| KSV Germania Aalen | VfK Schifferstadt | 9:13     | 8:12     | 17:25  |

## Die Meistermannschaft vom VfK Schifferstadt
In der Saison 2002/03 trat der VfK Schifferstadt mit folgender Mannschaft an:
Amiran Karndanof, Arawat Sabejew, Dariusz Jabłoński, Aftandil Xanthopoulos, Engin Ürün, Ara Abrahamian, Claudio Passarelli, David Bidschinaschwili, Alexander Leipold, Adam Juretzko, Andreas Fix, Vitali Railean, André Zoschke, Wladimir Behrenhardt, Ruslan Bodesteanu, Fatih Aydoğan, Urban Holm, Richard Wolny, Erhan Karakaya, Dennis Blum, Kai Dittrich, Ralf Böhringer und Frank Gerhard